# Aleksandr Sokoerov
Aleksandr Nikolajevitsj Sokoerov (Russisch: Алекса́ндр Никола́евич Соку́ров) (Podorvicha, 14 juni 1951) is een Russisch filmmaker.

## Biografie
Sokoerov werd geboren in Podorvicha, Oblast Irkoetsk. Hij behaalde in 1974 een bul in geschiedenis aan de universiteit van Gorki (nu Nizjni Novgorod) en studeerde vervolgens regie aan de staatsfilmschool in Moskou. Hoewel zijn eindexamenfilm werd afgekeurd, kreeg Sokoerov op voorspraak van mederegisseur Andrej Tarkovski, die in de cineast een filmgenie zag, alsnog een aanstelling bij de beroemde filmstudio Lenfilm in het voormalige Leningrad. Als dank droeg Sokoerov zijn speelfilm De eenzame stem van de mens (1978-1989) aan Tarkovski op. Pas sinds het eind van de jaren 80 mochten Sokoerovs speelfilms en documentaires vertoond worden in het communistische regime van de Sovjet-Unie.
Met de film Moeder en zoon (1997), over de liefde tussen een stervende moeder en haar zoon, kwam zijn internationale doorbraak. Russian Ark (2002), opgenomen in één enkel, niet onderbroken opname in de Hermitage in Sint-Petersburg, is wellicht zijn beroemdste film. In 2007 ging bij het filmfestival van Cannes de film Aleksandra in première, met daarin een opmerkelijke grootmoederrol voor de voormalige operadiva Galina Visjnevskaja.